# مارچلو ماسترویانی
مارچلو وینچنزو دومنیکو ماسترویانی (به ایتالیایی: Marcello Vincenzo Domenico Mastroianni) (زاده ۲۸ سپتامبر ۱۹۲۴ – درگذشته ۱۹ دسامبر ۱۹۹۶) بازیگر ایتالیایی بود. او در طول فعالیت سینمایی خویش در بیش از ۱۲۰ فیلم نقش‌آفرینی کرد و توانست برنده جوایزی چون بهترین بازیگر جشنواره فیلم کن، بفتای بهترین بازیگر نقش اول مرد و گلدن گلوب شود. و همچنین نامزدی سه جایزه اسکار را در کارنامه خود داشت.
مارچلو ماسترویانی با چهرهٔ جذاب و سبک بازی‌اش که نشان از روحیه صمیمی‌اش داشت، به عنوان نماد سینمای اروپای مدرن به موفقیت فراوانی دست یافت.

## زندگی
ماسترویانی در ۲۸ سپتامبر ۱۹۲۴ در فونتانا لیری روستای کوچکی در استان فروزینونه زاده شد. پدرش نجار بود.
او از اواخر ۱۹۴۰ شروع به بازی در سینما کرد. در دهه ۱۹۵۰ در فیلم‌های مهمی چون شب‌های سفید و معامله بزرگ در خیابان مدونا ایفای نقش کرد و در ۱۹۶۰ در فیلم زندگی شیرین ساخته فدریکو فلینی ظاهر شد. در این فیلم او در نقش یک روزنامه‌نگار رومی تصویر نویی از یک قهرمان عصر جدید ارائه می‌کند.
در فیلم شب با میکل‌آنجلو آنتونیونی همکاری می‌کند. اما ارتباط نزدیکش با فدریکو فلینی باعث می‌شود که در نقش بدلی از او در فیلم هشت‌ونیم بازی کند. استعداد ماسترویانی در کمدی باعث می‌شود که اولین جایزه بازیگری اش را جهت بازی در فیلم طلاق به سبک ایتالیایی در ۱۹۶۲ کسب کند.
در زمانه‌ای که ماسترویانی شروع به بازیگری کرد و پس از بازی در چند فیلم مهم از کارگردانان معروف اروپا به شهرت و محبوبیت رسید به راحتی می‌توانست مانند آلن دلون، سیمون سینیوره، ژان لویی ترنتینیان، ژان‌پل بلموندو یا سوفیا لورن جذب سینمای هالیوود شود و در با ایفای نقشی ثابت شبیه به آن نقش‌هایی که وی را ستاره کرده بود و ادامه دادن همان سبک بازیگری تبدیل به سوپراستاری هالیوودی شده و آینده خود را از نظر مالی و شهرت بیمه کند اما ماسترویانی تا انتهای عمر دلبسته سینمای اروپا و فیلم‌های روشنفکرانه از کارگردانان بزرگ باقی ماند و لذت کار در اروپا را با درگیر شدن در فضای هنر صنعت هالیوود تاخت نزد و در واقع یکی از ویژگی‌های منحصر به فرد این بازیگر اروپایی این بود که هیچ‌گاه تحت تأثیر جریان اقتصادی و پر زرق و برق سینمای هالیوود ذوق زده عمل نکرد و اگر تشخیص می‌داد که فیلمی از نظر هنری ظرفیت آن را دارد که در آن نقش آفرینی داشته باشد، در آن شرکت می‌کرد و در غیر این صورت هرگز تصمیمی نگرفت که اعتبارش را زیر سؤال ببرد.

ماسترویانی در انواع مختلفی از فیلم‌ها از جمله فیلم‌های رمانتیکی چون دیروز، امروز، فردا و ازدواج به سبک ایتالیایی در مقابل سوفیا لورن و همِچنین فیلم‌های انگلیسی زبانی چون مکانی برای عاشقان و مردم از کار افتاده نقش آفرینی کرده‌است. وی در سال ۱۹۹۶ میلادی بر اثر سرطان لوزالمعده درگذشت.

## جوایز

آنتونیوی زیبا ۱۹۶۰

- ۱۹۶۲- برنده جایزه گلدن گلوب بهترین بازیگر مرد فیلم موزیکال یا کمدی
- ۱۹۶۲- نامزد جایزه اسکار بهترین بازیگر نقش اول مرد به خاطر فیلم طلاق به سبک ایتالیایی
- ۱۹۶۳- برنده جایزه آکادمی هنرهای سینمایی و تلویزیونی بریتانیا بهترین بازیگر خارجی به خاطر فیلم طلاق به سبک ایتالیایی
- ۱۹۶۴- برنده جایزه آکادمی هنرهای سینمایی و تلویزیونی بریتانیا مرد محبوب جهان سینما و بهترین بازیگر خارجی به خاطر فیلم دیروز، امروز، فردا
- ۱۹۷۰ - برنده جایزه بهترین بازیگر نقش اول مرد جشنواره فیلم کن به خاطر فیلم حسادت به سبک ایتالیایی
- ۱۹۷۷- نامزد جایزه اسکار بهترین بازیگر نقش اول مرد به خاطر فیلم یک روز بخصوص
- ۱۹۸۷- برنده جایزه بهترین بازیگر جشنواره فیلم کن به خاطر فیلم چشمان سیاه
- ۱۹۸۷- نامزد جایزه اسکار بهترین بازیگر نقش اول مرد به خاطر فیلم چشمان سیاه
- ۱۹۸۹ - برنده جایزه بهترین بازیگر جشنواره فیلم ونیز به خاطر فیلم ساعت چنده؟
- ۱۹۹۳ - دریافت جایزه سزار افتخاری
- ۱۹۹۷- دریافت جایزه دیوید دی دوناتلو به خاطر موفقیت شغلی

## فیلم‌شناسی
- خیمه‌شب‌بازی (۱۹۳۹)
- داستان عشق (۱۹۴۲)
- بچه‌ها نگاهمان می‌کنند (۱۹۴۴)
- بینوایان (۱۹۴۸)
- بیست سال (۱۹۴۹)
- یکشنبه ماه اوت (۱۹۵۰)
- در برابر قانون (۱۹۵۰)
- زندگی یک سگ (۱۹۵۰)
- قلب در دریا (۱۹۵۰)
- اتهام (۱۹۵۱)
- داستان پنج شهر (۱۹۵۱)
- پاریس همیشه پاریس است (۱۹۵۱)
- وحشی پابرهنه (۱۹۵۲)
- بازگشت غم‌انگیز (۱۹۵۲)
- سه دختر از رم (۱۹۵۲)
- پرهای سیاه (۱۹۵۲)
- لولو (۱۹۵۳)
- میل به زندگی (۱۹۵۳)
- هرگز زیادی دیر نیست (۱۹۵۳)
- قهرمانان یکشنبه (۱۹۵۳)
- خیابان امید (۱۹۵۳)
- برده گناه (۱۹۵۴)
- جزیره شاهزاده خانم‌ها (۱۹۵۴)
- روزگار عشاق فقیر (۱۹۵۴)
- برشی از زندگی (۱۹۵۴)
- روزهای عشق (۱۹۵۴)
- خانه خاطرات (۱۹۵۴)
- حیف که او بدذات است (۱۹۵۴)
- همسر زیبای میلر (۱۹۵۵)
- خوش شانسی زن بودن (۱۹۵۶)
- دکتر و شفادهنده (۱۹۵۷)
- پدرها و پسرها (۱۹۵۷)
- دختر دریاچه نمک (۱۹۵۷)
- شگفت انگیزترین لحظه (۱۹۵۷)
- شب‌های سفید (۱۹۵۷)
- زنان یک تابستان (۱۹۵۸)
- عشق و دردسرها (۱۹۵۸)
- آدم‌های ناشناس (۱۹۵۸)
- قانون (۱۹۵۹)
- زندگی شیرین (۱۹۶۰)
- آنتونیوی زیبا (۱۹۶۰)
- دشمن زنم (۱۹۶۱)
- تکه‌ای از آسمان (۱۹۶۱)
- فردیناند اول، شاه ناپل (۱۹۶۱)
- قاتل (۱۹۶۱)
- ارواح رم (۱۹۶۱)
- شب (۱۹۶۱)
- طلاق به سبک ایتالیایی (۱۹۶۱)
- زندگی خصوصی (۱۹۶۲)
- خاطرات خانواده (۱۹۶۲)
- هشت و نیم (۱۹۶۳)
- سازمان دهنده (۱۹۶۳)
- دیروز، امروز، فردا (۱۹۶۳)
- ازدواج به سبک ایتالیایی (۱۹۶۴)
- مرد، زن و پول (۱۹۶۵)
- کازانووا ۷۰ (۱۹۶۵)
- دهمین قربانی (۱۹۶۵)
- من، من، من… و دیگران (۱۹۶۶)
- بیگانه (۱۹۶۶)
- با صدای بلند شلیک کن، بلندتر… من نمی‌فهمم (۱۹۶۶)
- ارواح به سبک ایتالیایی (۱۹۶۶)
- مکانی برای عشاق (۱۹۶۸)
- حسادت به سبک ایتالیایی (۱۹۷۰)
- گل آفتابگردان (۱۹۷۰)
- لئونه آخرین (۱۹۷۰)
- بازی‌های خاص (۱۹۷۰)
- ۱۸۷۰ (۱۹۷۱)
- همسر کشیش (۱۹۷۱)
- نام من روکو پاپالئو است (۱۹۷۱)
- تنها برای دیگران اتفاق می‌افتد (۱۹۷۲)
- چی؟ (۱۹۷۲)
- پایان هفته کثیف (۱۹۷۳)
- یک مرد کمی باردار (۱۹۷۳)
- قتل‌عام در رم (۱۹۷۳)
- درود بر هنرمند (۱۹۷۳)
- زنان سفید را لمس نکن (۱۹۷۴)
- آلونسانفان (۱۹۷۴)
- شفیره گنگستر (۱۹۷۵)
- حوری آسمانی (۱۹۷۵)
- در زیر پلکان باستانی (۱۹۷۵)
- زنان یکشنبه (۱۹۷۵)
- شب بخیر، آقایان و خانم‌ها (۱۹۷۶)
- یک روز بخصوص (۱۹۷۷)
- عشاق و دیوانگان (۱۹۷۶)
- همسر شهرآشوب (۱۹۷۷)
- قتل مضاعف (۱۹۷۷)
- راز ناپلی (۱۹۷۸)
- خداحافظ میمون (۱۹۷۸)
- همانطوری که هستی بمان (۱۹۷۸)
- انتقام (۱۹۷۸)
- ترافیک - داستان غیرممکن (۱۹۷۹)
- تراس (۱۹۸۰)
- شهر زنان (۱۹۸۰)
- پوست (۱۹۸۱)
- شبح عشق (۱۹۸۱)
- آن شب در وارن (۱۹۸۲)
- آنسوی در (۱۹۸۲)
- داستان پیرا (۱۹۸۳)
- ژنرال ارتش مرده (۱۹۸۳)
- گابریلا (۱۹۸۳)
- انریکو چهارم (۱۹۸۴)
- دو زندگی ماتیا پاسکال (۱۹۸۵)
- ماکارونی (۱۹۸۵)
- پرورش دهنده زنبور عسل (۱۹۸۶)
- جینجر و فرد (۱۹۸۶)
- مصاحبه (۱۹۸۷)
- خانم آریزونا (۱۹۸۷)
- چشمان سیاه (۱۹۸۷)
- شکوه و جلال (۱۹۸۹)
- ساعت چنده؟ (۱۹۸۹)
- همه خوبند (۱۹۹۰)
- یک عاشقانه زیبا (۱۹۹۰)
- به سوی شب (۱۹۹۰)
- گام معلق لک‌لک (۱۹۹۱)
- دزد بچه‌ها (۱۹۹۱)
- مردم دست دوم(۱۹۹۲)
- ۱٬۲٬۳، آفتاب (۱۹۹۳)
- نمی‌خواهم دربارهٔ آن صحبت کنم (۱۹۹۳)
- زندگی واقعی آنتونیو اچ. (۱۹۹۴)
- آماده پوشیدن آماده پوشیدن (۱۹۹۴)
- صد و یک شب (۱۹۹۵)
- فراسوی ابرها (۱۹۹۵)
- سه زندگی و تنها یک مرگ (۱۹۹۶)
- سفر به آغاز جهان (۱۹۹۷)
- مارچلو ماسترویانی: به‌یاد دارم (۱۹۹۷)